# Pregoeiro
O pregoeiro é um profissional do quadro de servidores públicos, designado pela autoridade competente para a condução de licitações realizadas na modalidade Pregão, seja ela na forma eletrônica ou presencial. Deve ser funcionário efetivo do órgão promotor da licitação. Tem responsabilidades previstas no artigo 3º da Lei 10520/02. 
As demais modalidades de licitação são conduzidas por colegiados compostos por servidores públicos dos quadros da repartição interessada, que formam a Comissão Permanente de Licitação ou Comissão Especial de Licitação, seguindo a vigente Lei 8.666/93. Ao contrário das Comissões Especiais ou Permanentes de Licitação, o pregoeiro julga sozinho.
O pregão é a licitação para a aquisição de bens comuns e a contratação de serviços de igual natureza. Deve ser conduzido por servidor qualificado para o desempenho das atribuições de pregoeiro. Estatui a norma instituidora da modalidade que, na fase preparatória da licitação, "a autoridade competente designará, dentre os servidores do órgão ou entidade promotora da licitação, o pregoeiro e respectiva equipe de apoio..." (art. 3º, IV, Lei 10.520/02).
O pregoeiro tem uma responsabilidade social cada vez maior, pois das decisões dele dependerá o que a administração estará adquirindo ou contratando, e não só isso, o mercado é influenciado por suas decisões, pois para uma empresa vencer ou não uma licitação pode fazer toda a diferença a atuação do pregoeiro.

## Atribuições
As atribuições definidas na lei para o Pregoeiro são: o credenciamento dos interessados; o recebimento dos envelopes das propostas de preços e da documentação de habilitação; a abertura dos envelopes das propostas de preços, o seu exame e a classificação dos proponentes; a condução dos procedimentos relativos aos lances e à escolha da proposta ou do lance de menor preço; a adjudicação para o autor da proposta de menor preço; a elaboração de ata; a condução dos trabalhos da equipe de apoio; o recebimento, o exame e a decisão sobre recursos; e, ainda, o encaminhamento do processo devidamente instruído, após a adjudicação, à autoridade superior, visando a homologação e a contratação.
O Pregoeiro contará com a colaboração de uma equipe de apoio que será indicada e nomeada pela autoridade competente ainda na fase preparatória da licitação, devendo estar integrada, em sua maioria, por servidores públicos integrantes do quadro permanente da entidade licitadora. A equipe de apoio não possui atribuições que importem em julgamento ou deliberação, sendo tais atos de responsabilidade exclusiva do Pregoeiro; mas nada impede de realizar o exame de propostas quanto aos aspectos formais, sugerindo a classificação ou a desclassificação.
Em repartições militares as funções de Pregoeiro, como também aquelas confiadas à equipe de apoio, poderão ser exercitadas por militares, não havendo restrição quanto ao posto ou patente.

## Escolha do Pregoeiro
A escolha e a designação do pregoeiro não pode e não deve ser feita de forma aleatória, indicando-se qualquer servidor que esteja disponível ou que se ofereça para a função, mas somente poderá atuar como Pregoeiro o servidor que tenha realizado capacitação específica para desempenhar essa atribuição, além de notório conhecimento em licitações, contratações públicas e de negociação.
A capacitação específica a que se refere a norma é referente à preparação específica do servidor para o desempenho dessa função, a ser ofertada previamente pela administração, evitando desacertos na condução do procedimento. Não deve, todavia, limitar-se ao conhecimento da legislação própria, mas também deve compreender o domínio específico de técnicas de condução do certame e de negociação. 
O Pregoeiro deve reunir, não só conhecimentos da legislação específica e geral, como também ser detentor de habilidades que lhe permitam instaurar o certame e conduzir de forma efetiva e real as negociações, estimulando a competição que se pretende seja normalmente instalada nessa modalidade de licitação através dos lances verbais. Momentos decerto surgirão em que somente a capacidade conciliadora solucionará impasses e permitirá o prosseguimento do certame de forma satisfatória e positiva para a administração.